# اریک یوهانسون
اریک یوهانسون (سوئدی: Erik Johansson؛ زادهٔ ۳۰ دسامبر ۱۹۸۸) بازیکن فوتبال اهل سوئد است.

## باشگاهی
از باشگاه‌هایی که در آن بازی کرده‌است می‌توان به مالمو، خنت و کپنهاگن اشاره کرد.

## تیم ملی
وی همچنین ۱۲ بازی در تیم ملی فوتبال سوئد بین سال‌های ۲۰۱۲ تا ۲۰۱۶ انجام داده است.

## آمار و ارقام

### ملی
| تیم ملی | سال   | تعداد بازی | گل زده |
| ------- | ----- | ---------- | ------ |
| سوئد    | ۲۰۱۴  | ۱          | ۰      |
| سوئد    | ۲۰۱۵  | ۷          | ۰      |
| سوئد    | ۲۰۱۶  | ۴          | ۰      |
| مجموع   | مجموع | ۱۲         | ۰      |